# Olene ruficosta
Olene ruficosta är en fjärilsart som beskrevs av Bethune-Baker 1911. Olene ruficosta ingår i släktet Olene och familjen tofsspinnare. Inga underarter finns listade i Catalogue of Life.